# Jørgen Strand Larsen
Jørgen Strand Larsen (ur. 6 lutego 2000 w Halden) – norweski piłkarz, występujący na pozycji napastnika w angielskim klubie Wolverhampton Wanderers, do którego jest wypożyczony z Celty Vigo oraz w reprezentacji Norwegii.

## Kariera klubowa
Strand Larsen dołączył do juniorskich drużyn Sarpsborg 08 w 2015 roku. Rok później zadebiutował w występujących na 3. poziomie rozgrywkowym rezerwach tego klubu. 26 kwietnia 2017 roku zadebiutował w pierwszej drużynie, w pucharowym meczu przeciwko Drøbak-Frogn, w którym zdobył 3 bramki. Niecały miesiąc później zaliczył również pierwszy mecz w najwyższej lidze, w którym Sarpsborg pokonał Vålerenge 2-0.
28 sierpnia 2017 roku został wypożyczony do drużyny A.C. Milan. Tam jednak przeznaczony był do występu w drużynie Primavery (U-19). Po roku wypożyczenie zakończono, a zawodnik wrócił do Norwegii. Ostatecznie w barwach Sarpsborga wystąpił w 48 meczach ligowych w których zdobył 6 bramek.
9 września 2020 roku został piłkarzem FC Groningen.

## Kariera reprezentacyjna
Larsen został powołany do kadry Norwegii najpierw na Mistrzostwa Europy U-17 w Piłce Nożnej 2017, rozgrywane w Chorwacji, a dwa lata później na Mistrzostwa Europy U-19 w Piłce Nożnej 2019, rozgrywane w Armenii. Na poziomie reprezentacji U-21 zadebiutował 6 września 2019 roku w meczu przeciwko Cyprowi. 16 listopada 2020 został powołany do pierwszej drużyny na spotkanie Ligi Narodów, po tym jak oryginalnie powołany skład został objęty kwarantanną, po wykryciu zakażeń wirusem SARS-CoV-2. Dwa dni później zadebiutował w kadrze.